# الكود العربي السوري
الكود العربي السوري نظام يحكم تصميم وتنفيذ وتشغيل وصيانة المباني لتحقق الحد الأدنى المقبول من مقاييس السلامة والصحة العامة صادر عن نقابة المهندسين في سوريا ويعتبر الكود العربي السوري لتصميم وتنفيذ المنشآت بالخرسانة المسلحة من أوائل الكودات الصادرة في سوريا وهو الواجهة الأساسية المعتمدة في تصميم وتنفيذ المنشآت البيتونية في نقابة المهندسين السورية وفي مجالس البلديات وهيئات أخرى كثيرة.

## التاريخ
- الطبعة الأولى من الكود العربي السوري صدرت عام 1992 كتطوير للكود العربي الصادر عام 1977
- صدرت الطبعة الثانية في العام 1995 وكان يتم حساب الزلازل وفق الطريقة الستاتيكية المكافئة اعتماداً على الكود الأمريكي UBC-85.
- خلال الاعوام 1996 و 1997 و 2000 تم إصدار ثلاث ملاحق للكود حول الاشتراطات والاحتياطات المطلوبة لتصميم المباني المقاومة للزلازل، وكذلك حول تقييم المنشآت والمباني القائمة وتأهيلها لمقاومة الزلازل.
- عام 2004 صدرت الطبعة الثالثة من الكود وفيها تم تعديل الخارطة الزلزالية القديمة.
- عام 2005 صدر ملحق الكود رقم (2) الخاص بالزلازل تم فيه دمج الملاحق الثلاث للطبعة الثانية من الكود، وأصبح بالإمكان حساب الابنية على الزلازل إما بالطريقة الستاتيكية المكافئة الأولى الموجودة في الكود الأساس، بالطريقة الاستاتيكية المكافئة الثانية الموجودة في ملحق الكود رقم (2) والمأخوذة من كود البناء الموحد الأمريكي UBC-97، أما في مجال التحليل الديناميكي الزلزالي للمباني والمنشآت، فيتبنى هذا الملحق الطرائق المتطورة المعروفة والتي تندرج من أساليب التحليل باستعمال أطياف الاستجابة وصولاً إلى أساليب التحليل الديناميكي الزمني، وذلك تبعاً لطبيعة المنشأة ومهامها المطلوبة.

## ملحقات الكود العربي السوري
يتألف الكود العربي السوري من الكود الرئيسي (الكود العربي السوري لتصميم وتنفيذ المنشآت بالخرسانة المسلحة) و 14 ملحقاً. وتعد هذه الملاحق جزءاً لا يتجزأ من الكود، مكملة له، وإلزامية التطبيق مثله، وهي:
- الملحق (1) الأحمال
- الملحق (2) الزلازل
- الملحق (3) التفاصيل والرسومات
- الملحق (4) تقييم وتأهيل المنشآت القائمة
- الملحق (5) الأساسات
- الملحق (6) الجدران الاستنادية
- الملحق (7) الخزانات
- الملحق (8) المنشآت الخرسانية المسبقة الصنع والمنشآت الخرسانية المسبقة الإجهاد
- الملحق (9) المقاطع المركبة
- الملحق (10) الجسور والعبارات
- الملحق (11) المآذن والمداخن وأبراج التبريد في المنشآت الصناعية
- الملحق (12) السقوف المثنية والقشريات
- الملحق (13) قواعد الآلات
- الملحق (14) الصوامع والقواديس

## روابط خارجية
- نقابة المهندسين فرع دمشق